# Chorowod

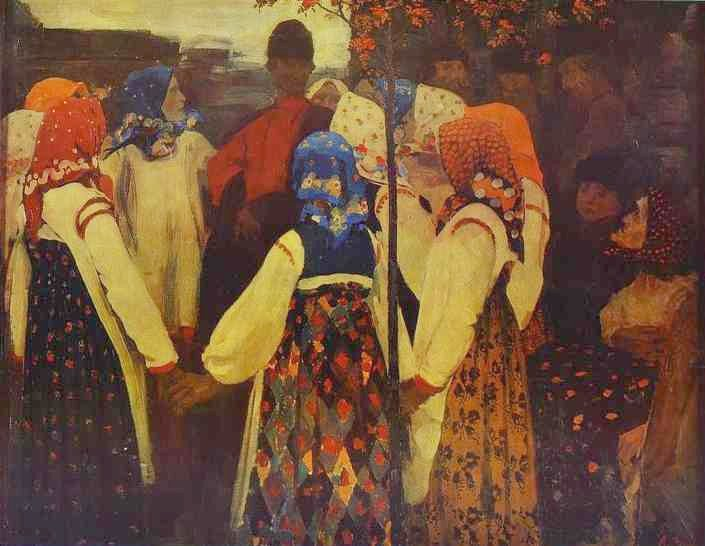
Ein junger Mann bricht ein in einen chorowod der Mädchen, Gemälde von 1902

Chorowod (russisch хоровод, ukrainisch хоровод, belarussisch карагод) ist eine ostslawische Kunstform, ein Reigen, also eine Kombination von Kreistanz und Chorgesang ähnlich der Chorea (Tanz) aus dem alten Griechenland.